# Carlos Peralta Palomino
Carlos Arturo Peralta Palomino (Tuluá, Valle del Cauca, Colombia; 6 de noviembre de 1991)es un futbolista colombiano. Juega de delantero.

## Trayectoria
Debutó con el Cortuluá contra Real Santander en la tercera fecha del Torneo Finalización de la B. En la Copa Colombia marcó un gol en el primer partido que disputó en dicho torneo, contra Depor Aguablanca en la novena fecha.

## Clubes
| Club              | País      | Año         |
| ----------------- | --------- | ----------- |
| Cortuluá          | Colombia  | 2010 - 2014 |
| Atlético El Vigía | Venezuela | 2013 - 2014 |
| Llaneros          | Colombia  | 2014        |
| Internacional     | Colombia  | 2024        |